# MTV Video Music Awards 2013

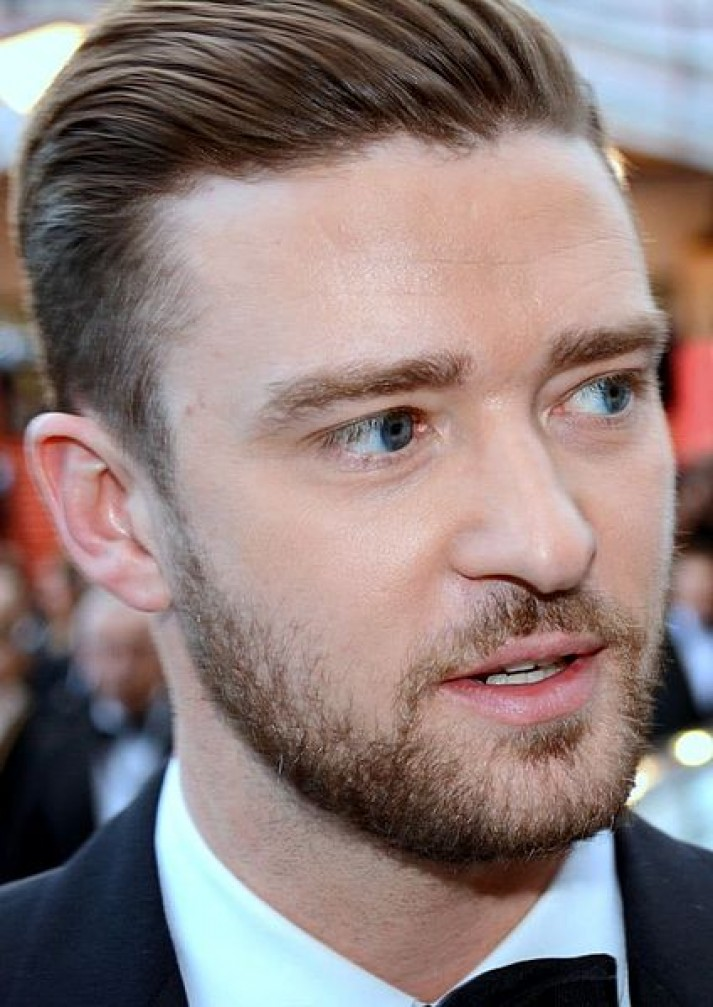
Justin Timberlake

Die vom Musiksender MTV präsentierten MTV Video Music Awards 2013 haben am 25. August 2013 im Barclays Center in Brooklyn, New York stattgefunden. Die jährliche Veranstaltung wurde diesmal von keinem speziellen Moderator moderiert. Der erfolgreichste Gewinner des Abends war Justin Timberlake, der insgesamt vier Auszeichnungen für sein Lied Mirrors, einschließlich „Video des Jahres“ und den „Michael Jackson Video Vanguard Award“, gewann.

## Auftritte

### Pre-show
- Austin Mahone – What About Love
- Ariana Grande – The Way / Baby I

### Hauptshow
- Lady Gaga – Applause
- Miley Cyrus – We Can’t Stop
- Robin Thicke und Miley Cyrus – Blurred Lines
- Robin Thicke (featuring  2 Chainz und Kendrick Lamar) – Give It 2 U
- Kanye West – Blood on the Leaves
- Justin Timberlake – Take Back the Night / SexyBack / Like I Love You / My Love / Cry Me a River / Señorita / Rock Your Body / Gone (mit *NSYNC) / Girlfriend (mit *NSYNC) / Bye Bye Bye (mit *NSYNC) / Suit & Tie / Mirrors
- Macklemore & Ryan Lewis, Mary Lambert und Jennifer Hudson – Same Love
- Drake – Hold On, We're Going Home / Started from the Bottom
- Bruno Mars – Gorilla
- Katy Perry – Roar

## Gewinner und Nominierungen
Die Nominierten wurden am 17. Juli 2013 bekanntgegeben.

### Video of the Year
Justin Timberlake – Mirrors
- Macklemore & Ryan Lewis (featuring Wanz) – Thrift Shop
- Bruno Mars – Locked Out of Heaven
- Lostprophets – I Knew You Were Trouble
- Robin Thicke (featuring T.I. und Pharrell) – Blurred Lines

### Best Male Video
Bruno Mars – Locked Out of Heaven
- Kendrick Lamar – Swimming Pools (Drank)
- Ed Sheeran – Lego House
- Robin Thicke (featuring T.I. und Pharrell) – Blurred Lines
- Justin Timberlake – Mirrors

### Best Female Video
Taylor Swift – I Knew You Were Trouble
- Miley Cyrus – We Can’t Stop
- Demi Lovato – Heart Attack
- Pink (featuring Nate Ruess) – Just Give Me a Reason
- Rihanna (featuring Mikky Ekko) – Stay

### Artist to Watch
Austin Mahone – What About Love
- Iggy Azalea – Work
- Twenty One Pilots – Holding on to You
- The Weeknd – Wicked Games
- Zedd (featuring Foxes) – Clarity

### Best Pop Video
Selena Gomez – Come & Get It
- Miley Cyrus – We Can’t Stop
- fun. – Carry On
- Bruno Mars – Locked Out of Heaven
- Justin Timberlake – Mirrors

### Best Rock Video
30 Seconds to Mars – Up in the Air
- Fall Out Boy – My Songs Know What You Did in the Dark (Light Em Up)
- Imagine Dragons – Radioactive
- Mumford & Sons – I Will Wait
- Vampire Weekend – Diane Young

### Best Hip-Hop Video
Macklemore & Ryan Lewis (featuring Ray Dalton) – Can’t Hold Us
- A$AP Rocky (featuring 2 Chainz, Drake und Kendrick Lamar) – Fuckin’ Problems
- J. Cole (featuring Miguel) – Power Trip
- Drake – Started from the Bottom
- Kendrick Lamar – Swimming Pools (Drank)

### Best Collaboration
Pink (featuring Nate Ruess) – Just Give Me a Reason
- Calvin Harris (featuring Ellie Goulding) – I Need Your Love
- Pitbull (featuring Christina Aguilera) – Feel This Moment
- Robin Thicke (featuring T.I. und Pharrell) – Blurred Lines
- Justin Timberlake (featuring Jay-Z) – Suit & Tie

### Best Direction
Justin Timberlake (featuring Jay-Z) – Suit & Tie (Regisseur: David Fincher)
- Drake – Started from the Bottom (Regisseure: Director X und Drake)
- fun. – Carry On (Regisseur: Anthony Mandler)
- Macklemore & Ryan Lewis (featuring Ray Dalton) – Can’t Hold Us (Regisseure: Ryan Lewis, Jason Koenig und Jon Jon Augustavo)
- Yeah Yeah Yeahs – Sacrilege (Director: Megaforce)

### Best Choreography
Bruno Mars – Treasure  (Choreograf: Bruno Mars)
- Chris Brown – Fine China (Choreografen: Richmond Talauega, Anthony Talauega und Anwar Flii Burton)
- Ciara – Body Party  (Choreograf: Jamaica Craft)
- Jennifer Lopez (featuring Pitbull) – Live It Up  (Choreografen: J.R. Taylor und Beau Smart)
- will.i.am (featuring Justin Bieber) – #thatPOWER (Choreografen: Fatima Robinson und Ryo Noguchi)

### Best Visual Effects
Capital Cities – Safe and Sound (Visuelle Effekte: Grady Hall, Jonathan Wu und Derek Johnson)
- Duck Sauce – It’s You (Visuelle Effekte: Royal Post / Paris)
- Flying Lotus – Tiny Tortures (Visuelle Effekte: Dustin Bowser)
- Skrillex (featuring The Doors) – Breakn’ a Sweat (Visuelle Effekte: Bonnie Brae, BEMO, Jeff Dotson und Erik Lee)
- The Weeknd – Wicked Games (Visuelle Effekte: Drop und Abel)

### Best Art Direction
Janelle Monáe (featuring Erykah Badu) – Q.U.E.E.N. (Art Director: Veronica Logsdon)
- 30 Seconds to Mars – Up in the Air (Art Director: Floyd Albee)
- Alt-J – Tessellate (Art Director: Charlie Lambros)
- Capital Cities – Safe and Sound (Art Director: Teri Whittaker)
- Lana Del Rey – National Anthem (Art Director: Lou Asaro)

### Best Editing
Justin Timberlake – Mirrors (Editors: Jarrett Fijal und Bonch LA)
- Miley Cyrus – We Can’t Stop (Editors: Paul Martinez und Nick Rondeau)
- Calvin Harris (featuring Florence Welch) – Sweet Nothing (Editors: Vincent Haycock und Ross Hallard)
- Macklemore & Ryan Lewis (featuring Ray Dalton) – Can’t Hold Us (Editors: Ryan Lewis und Jason Koenig)
- Pink (featuring Nate Ruess) – Just Give Me a Reason (Editor: Jackie London at Sunset Edit)

### Best Cinematography
Macklemore & Ryan Lewis (featuring Ray Dalton) – Can’t Hold Us (Directors of Photography: Jason Koenig, Ryan Lewis und Mego Lin)
- 30 Seconds to Mars – Up in the Air (Director of Photography: David Devlin)
- A-Trak und Tommy Trash – Tuna Melt (Directors of Photography: TS Pfeffer und Robert McHugh)
- Lana Del Rey – Ride (Director of Photography: Malik Sayeed)
- Yeah Yeah Yeahs – Sacrilege (Director of Photography: Alexis Zabé)

### Best Video with a Social Message
Macklemore & Ryan Lewis (featuring Mary Lambert) – Same Love
- Beyoncé – I Was Here
- Kelly Clarkson – People Like Us
- Miguel – Candles in the Sun
- Snoop Lion (featuring Drake und Cori B.) – No Guns Allowed

### Best Song of the Summer
One Direction – Best Song Ever
- Miley Cyrus – We Can’t Stop
- Daft Punk – Get Lucky
- Selena Gomez – Come & Get It
- Calvin Harris (featuring Ellie Goulding) – I Need Your Love
- Robin Thicke (featuring T.I. und Pharrell) – Blurred Lines

### Best Latino Artist
Daddy Yankee
- Don Omar
- Jesse & Joy
- Pitbull
- Alejandro Sanz

### Michael Jackson Video Vanguard Award
- Justin Timberlake